# فوچنگ
فوچنگ (به لاتین: Fucheng District) یک سکونتگاه مسکونی در جمهوری خلق چین است که در میانیانگ واقع شده‌است.